# Piazza Nazionale
Piazza Nazionale è una piazza di Napoli, a ridosso della stazione centrale e il quartiere Poggioreale. Inoltre è il centro geografico della zona  Vasto-Arenaccia, rioni del quartiere Vicarìa, compreso nella Quarta Municipalità di Napoli.

## Storia
La piazza è nata nel 1885 dai lavori del Risanamento previsti dall'ingegnere Adolfo Gianbarba nel piano di costruzione del quartiere orientale, a ridosso della stazione centrale. La piazza fu dedicata all'unità nazionale. Secondo le direttive del piano del Risanamento le piazze, in particolar modo piazza Medaglie d'Oro e piazza Nazionale che sono le più grandi del progetto, hanno il ruolo di slarghi stradali con incroci multipli e come decoro minimo sono i giardinetti pubblici al centro.
La piazza fu completata nei suoi edifici in diverse epoche, infatti prospettano edifici di epoche diverse: dalle edificazioni tardo-ottocentesche fino a quelle della speculazione edilizia post-bellica che sostituì i palazzi danneggiati.
In concomitanza coi campionati mondiali di calcio 1990 si pensò di sfruttare la piazza con un'area di parcheggio per decongestionare il traffico nei pressi dell'area della ferrovia. I lavori cominciarono nel 1992. Ben presto però sorse una vertenza tra il Comune di Napoli con la ditta appaltatrice che si concluse nel 2001, quando i lavori ripresero per terminare nel 2006, quando avvenne l'inaugurazione del parcheggio sotterraneo. Da quando fu riaperta la piazza la linea tranviaria ha usufruito solo recentemente della sede originaria dei binari che taglia asimmetricamente la piazza, mentre prima la linea 1 doveva compiere il periplo della piazza per arrivare a Poggioreale.

## Descrizione
La piazza è a pianta ottagonale lievemente irregolare con gli assi di 170x130 metri. Confluiscono dieci strade, le più rilevanti si sviluppano sull'asse est-ovest e sud-nord, esse sono:
- ovest-est: via Casanova e via nuova Poggioreale;
- sud-nord: via Nazionale e via Generale Francesco Pignatelli.

La costruzione del parcheggio ha comportato la scomparsa del prolungamento dei due assi principali che fino al 1992 si incrociavano al centro della piazza. L'asse ovest-est è stato preservato solo come sede riservata per i tram grazie alla presenza della massicciata in pietrisco che impedisce il transito ad ogni veicolo circolante su gomma.
Le altre strade, partendo da via Casanova, sono: via Pavia, via Rimini, via Pisa, via Giovanni Tommaso Blanch, via Matteo Andrea Acquaviva e via Ippolito Nievo.
La piazza, seppur presentando caratteri pressoché omogenei nell'edilizia, presenta due emergenze dovute a speculazioni e sostituzioni del dopoguerra. Sono di questo periodo, il condominio all'angolo di via Nievo, il palazzo dell'ASL, il condominio all'angolo con via Acquaviva e il condominio all'angolo di via Blanch. In particolare quello dell'ASL presenta una buona impostazione del prospetto, infatti è caratterizzato da setti verticali e orizzontali che identificano una griglia dove sono iscritte le aperture delle finestre.
I nuovi giardinetti sono caratterizzati al centro dalla fontana di forma piramidale in mattoni. Lungo uno dei lati sono localizzati gli ingressi del parcheggio sotterraneo. Grazie alla sua posizione pressoché centrale è molto frequentata. Sul piano-piazza sono accessibili degli spazi di godimento pubblico quali un campo di basket, una pista di pattinaggio, un piccolo anfiteatro e, fino al 2013, un'area giochi per bambini.

## Il parcheggio
Il parcheggio si apre su due piani sotto terra per 30000 m² per un totale di 552 posti auto, di cui 328 box e 34 stalli. Per superare le barriere architettoniche sono state realizzate quattro scale, due ascensori ed un impianto di videosorveglianza. La gestione è affidata alla "Napolipark" che offre diverse soluzioni di sosta oraria o giornaliera, oltre alle agevolazioni per i disabili..